# Wisby IF
Wisby IF, stundom även återgiven som Visby IF, var en idrottsförening från Visby på Gotland, bildad den 11 januari 1911, upplöst 1967 eller 1968 då den sammanslogs med IF Gute i Visby IF Gute.
Föreningen var Gotlands ledande handbollsförening på 1950-talet och spelade tre säsonger i den fjärde högsta divisionen i fotboll (då benämnd division IV, sedan 2006 motsvarande division II) 1961-1963.